# نبرد انزن
جنگ انزن جنگی بود که در سال ۲۱۷ خورشیدی (۸۳۸ میلادی) بین امپراتوری بیزانس و عربها درگرفت. خلیفه عرب‌ها معتصم و امپراتور بیزانس تئوفیلوس بود.
سردار عرب‌ها در این جنگ یک ایرانی بنام افشین بود و سردار رومی‌ها خود امپراتور تئوفیلوس بود. این نبرد در منطقه انزن ترکیه امروزی رخ داد. شمار سربازان افشین ۲۰ هزار تا ۳۰ هزار و شمار سربازان رومی ۲۵ هزار تا ۴۰ هزار بود.
این جنگ با پیروزی افشین همراه بود.